# El viaje (Los 80)
«El viaje» es el primer episodio de la cuarta temporada de la serie de televisión chilena Los 80 y el episodio 31 en general de la serie. Escrito por Rodrigo Cuevas y dirigido por Boris Quercia, se estrenó en Canal 13 el 16 de octubre de 2011 y obtuvo un máximo de 37.2 puntos de sintonía y 34.3 como promedio, lo que lo convierte en el inicio de temporada más visto de todas las temporadas de la serie, sobrepasando la audiencia del primera capítulo de la tercera temporada que marcó 32 puntos de sintonía.
La trama del capítulo se ambienta en abril de 1986 y muestra las consecuencias que ha dejado en los Herrera la huida de Claudia junto a Gabriel.

## Desarrollo

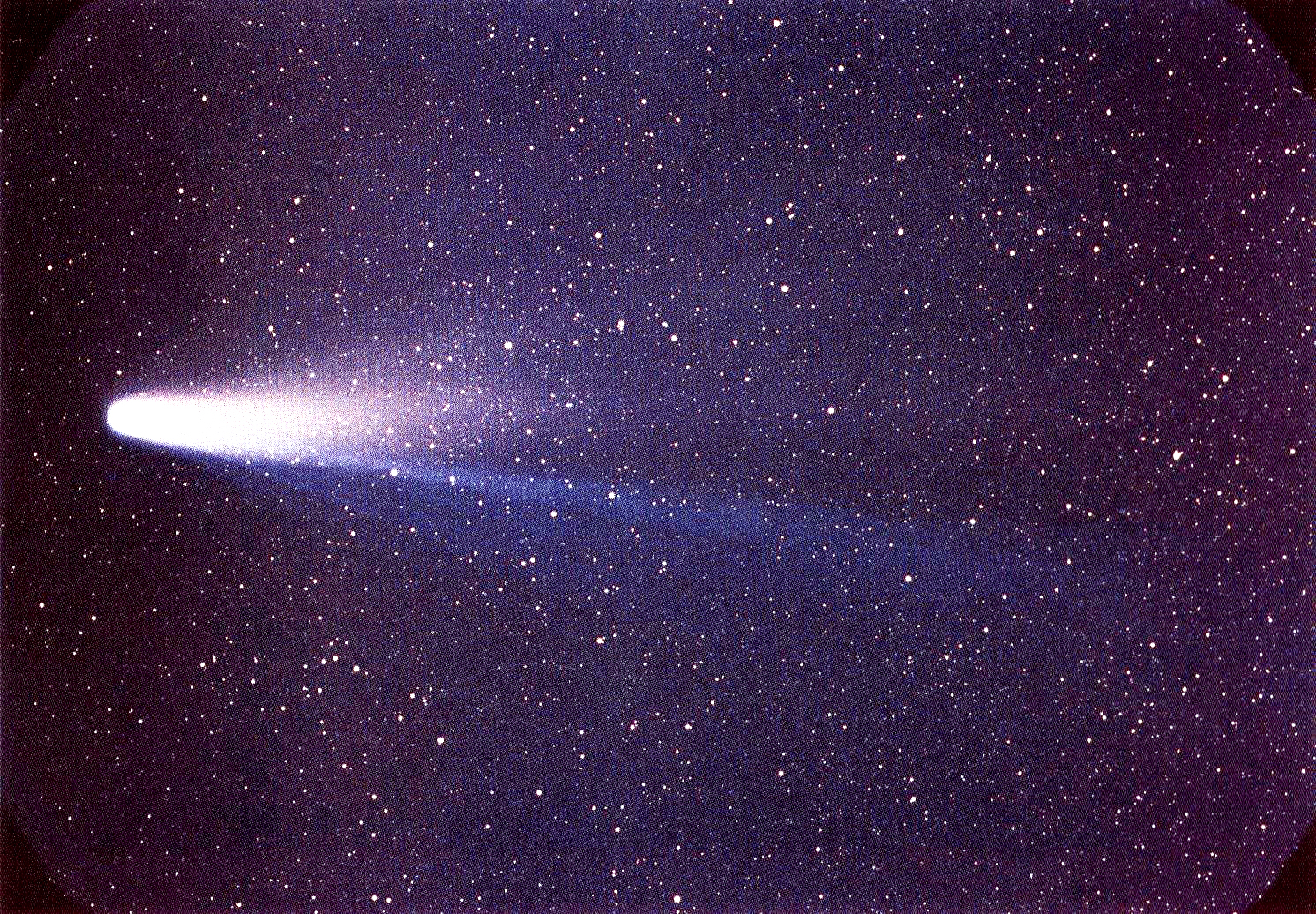
Cometa Halley gran evento astronómico del año, del cual se especula que el Gobierno hizo más relevante para desviar la atención pública de los hechos que ocurrían en el país.

### Trama
El episodio se sitúa en el 9 de abril de 1986 y comienza mostrando la vida de cada integrante de la familia Herrera desde que se enteran de la partida de Claudia (Loreto Aravena) a Argentina tras ser reconocida por la CNI. Ana (Tamara Acosta) dejó su trabajo y ha vuelto a la casa para cuidar de Anita; Juan (Daniel Muñoz) tiene una reunión con Don Farid quien le propone unirse para abrir un negocio de confecciones institucionales, sin embargo Juan le comenta que no es buena idea asociarse por el problema de su hija, y decide contarle lo sucedido; recuerda aquel día 1 de enero de 1986, cuando personeros de la Central Nacional de Informaciones ingresan a la casa de la familia Herrera para buscar a Claudia, sin embargo ella ya se había ido y amenazan con armas al matrimonio e hijos. Además Juan fue llevado a ser interrogado y golpeado para que revela la supuesta información que tuviera del paradero de su hija, pero al no saber nada fue dejado en libertad. Don Farid le dice que lo que haya hecho su hija no cambia su opinión de él y le da tiempo para que piense su propuesta.
Nancy (Katty Kowaleczko) y Exequiel (Daniel Alcaíno) ponen fecha para su casamiento en mayo y le piden a Juan y Ana que sean sus testigos, lo cual aceptan. Por otro lado Félix comienza a sentir la discriminación social en su entorno de la escuela y en sus vecinos por la acción de su hermana, como los malos tratos recibidos de Don Genaro. Martín (Tomás Verdejo) por otro lado sigue en su relación con Paola, a quien ayuda a cambiarse de casa y decide seguir con sus estudios de Educación Física, a pesar de su deseo por cambiarse al área Audiovisual para no darle más problemas a sus padres. Mientras esto ocurría todo el país seguía expectante la llegada del Cometa Halley, con especiales por televisión y el boom de los telescopios para poder observar el momento.
Petita (Diego Navarrete) recibe un llamado en el almacén el cual presumiblemente provenía de Claudia, el anota unos datos y se los entrega en secreto a Juan, el cual finalmente decide ir a Argentina a visitar a su hija, a pesar del desacuerdo de Ana, la cual permanece muy dolida con su hija, ya que siente que tomó una decisión. Tras dejar encargado algunas cosas con Martin, Juan toma un bus con dirección a Mendoza en la cual también aborda un hombre muy sospechoso para Juan ya que el cree que lo sigue; cuando llega a la entrada de la ciudad argentina, Juan baja repentinamente en donde lo espera Nicolás (Ariel Canale) un joven argentino que ayuda a los refugiados del Frente Patriótico Manuel Rodríguez. Allí, se encuentra por primera vez y de forma tibia con Gabriel (Mario Horton), por medio de él llega por fin hasta donde Claudia, quien lo recibe con un abrazo de consuelo.

### Título
Este capítulo titulado "El viaje" hace referencia al momento culmine del episodio que es cuando Juan decide hacer este viaje a Argentina para encontrarse con Claudia y así saber en que condiciones está y tener esa conversación pendiente de la cual ella explicara todo.

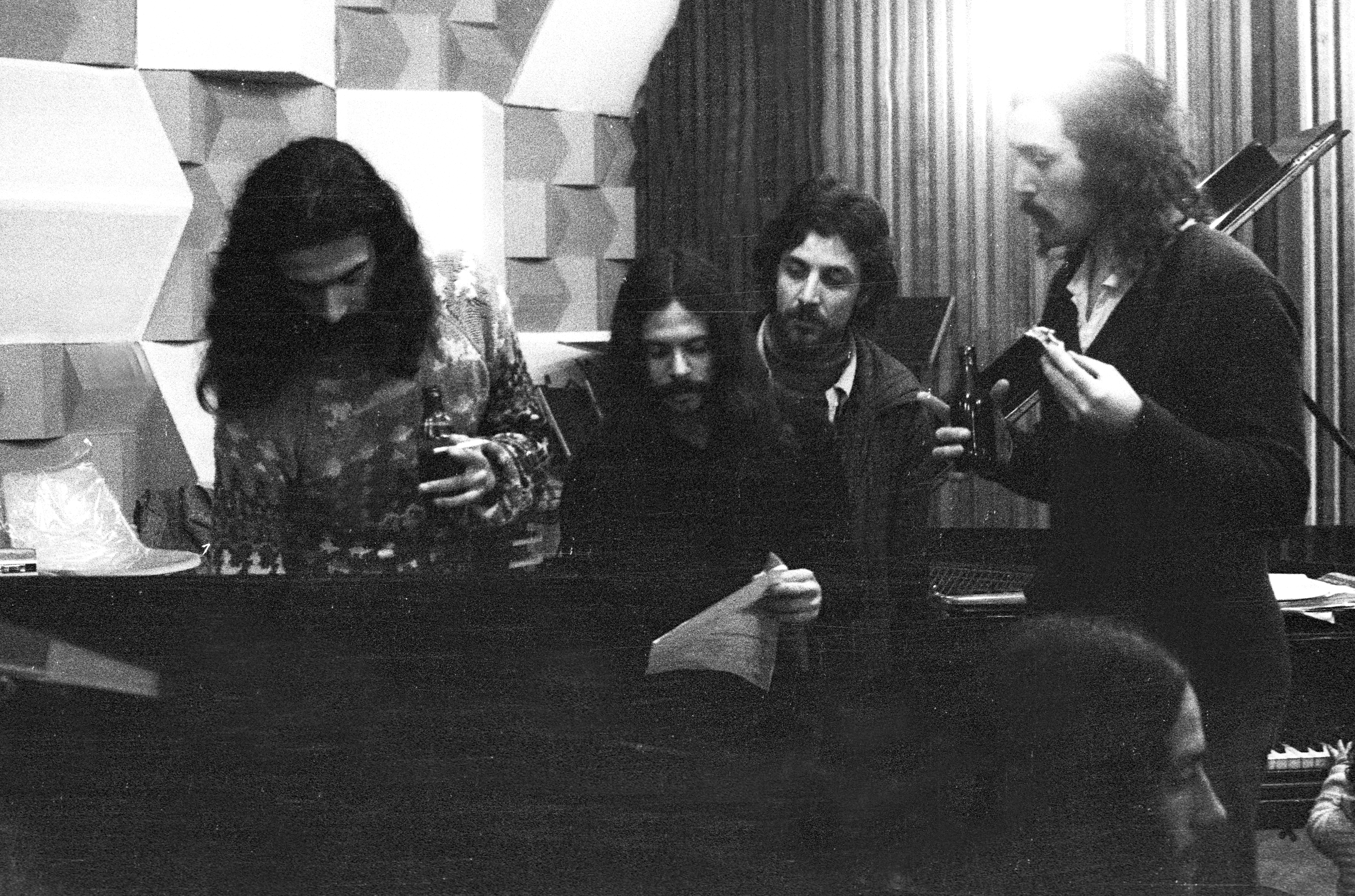
Formación histórica de Los Jaivas, de los cuales su canción "Mira Niñita" marcó el final de este episodio.

## Música
La musicalización del episodio contó con un guiño al Rock argentino en el momento en que Juan llega a Argentina y el joven le pregunta si conoce a la banda Sumo, en ese instante suena la canción "La Rubia Tarada". Otro momento clímax del episodio, fueron los segundos finales cuando ocurre el reencuentro entre Claudia y su padre es ahí donde suena la canción "Mira Niñita" de la agrupación chilena Los Jaivas, una de las canciones más reconocibles de la banda y un clásico de la historia de la música chilena, tras la aparición de la canción el impacto emocional con la escena logró que rápidamente fuera unos de los temas tendencia en Twitter por los chilenos.

## Recepción

### Audiencia y recepción pública
El capítulo registro una audiencia récord para la serie con un total de 34,3 unidades, y con un máximo de 4 millones de espectadores durante la transmisión. El máximo de sintonía fue de 37.2 puntos de rating a las 23:32 horas. Con esto se convierte en programa no deportivo y musical de transmisión regular más visto del año en Chile, superando emisiones de En su propia trampa, Talento chileno, Mi nombre es y 24 horas. En términos de transmisiones generales por la televisión chilena, este capítulo solo ha sido superado por las emisiones del Festival de Viña del Mar 2011 y los partidos de la Selección de fútbol de Chile para las clasificatorias al Mundial de Brasil 2014.
Durante la emisión del capítulo, la repercusión en las redes sociales fue tal que invadió de comentario tanto en Facebook como en Twitter, en este último la serie llegó a tener prácticamente la totalidad de los temas de tendencia en esta red social, con palabras como "Don Genaro", "Mira Niñita", "#Los80", "Juan Herrera", "Claudita", entre otros, además de que varios de estos lograron ser tendencia mundial.